# Hauts plateaux de la Shire
Les hauts plateaux de la Shire (Shire Highlands) sont situés dans le sud du Malawi, à l'est de la rivière Shire. Leur altitude est comprise entre 600 m et 1 200 m et leur surface est d'environ 7 250 km2.

## Géographie, géologie
Les hauts plateaux de la Shire sont situés sur le flanc oriental de la vallée du Grand Rift, à l'est de la rivière Shire. Ils forment un arc-de-cercle à l’ouest et au sud du bassin du lac Chilwa et de la plaine de Phalombe. Les rivières qui coulent vers l'ouest et le sud se jettent dans la Shire, celles coulant vers le nord et l'est se déversent dans le lac Chilwa.
Géologiquement, le plateau repose sur un socle pré-cambrien fait essentiellement de gneiss, de schistes et de granulites. Le plateau proprement dit s'est formé au Jurassique et au Crétacé, il y a environ 150 millions d'années. La zone connaît, à ce moment, des intrusions massives de roches ignées qui forment les massifs du Zomba (culminant à 2 130 m) et du Mulanje (culminant à 3 002 m), lesquels dominent le plateau.

## Économie
C'est une zone agricole majeure et la partie la plus densément peuplée du pays. On y cultive le thé, le tabac et le café ainsi que les aliments de base de la nourriture quotidienne (maïs, haricots…). Blantyre, ancienne capitale et première ville du pays par la population et l'importance économique, s'y trouve.

## Peuplement humain
C'est le foyer d'origine du peuple Mang'anja et c'est la région où s'installèrent les colons blancs ; David Livingstone y avait établi un poste missionnaire en 1861. De nos jours, il est peuplé aussi par des Yao et des Lomwe ; en effet, au xixe siècle et au début du xxe siècle, la zone connaît un afflux de populations Yao et Lomwe, venues du Mozambique, attirées par le développement de l'économie de plantation. Il est désigné à l'origine, par Livingstone et les premiers Blancs, sous le nom de Mang'anja hills (« collines des Mang'anja »), du nom de la population autochtone.
Durant la période coloniale, le plateau est marqué par d'importants conflits entre le gouvernement colonial et les populations, ce qu'on appelle nkhondo ya mitumbira (« la guerre des crêtes »).

## Environnement
Les forêts de miombo (miombo est un mot swahili employé pour désigner Brachystegia, un genre d'arbres comprenant un grand nombre d'espèces), qui couvraient le plateau, ont pratiquement disparues du fait de la pression anthropique des populations à la recherche de bois de chauffage et de charbon de bois.